# Aris Soluň (fotbal)
Aris Soluň (řecký: Π.Α.Ε. Άρης) je fotbalový klub který hraje nejvyšší domácí soutěž – Super League. Klub byl založen 25. března 1914 v makedonském městě Soluň jako první řecký klub po získaní nezávislosti na Turecku. Týmové barvy, žlutá a černá, návazují na tradici Byzantské říše. Název klubu je odvozen od řeckého boha války Arése, jehož vyobrazení je na logu klubu. Během své dlouhé historie Aris třikrát vyhrál domácí ligu a jednou pohár bez toho, aby angažoval špičkové manažery a fotbalisty.

## Soupiska
K 14. ledna 2025
| Číslo |           | Pozice | Hráč                |
| ----- | --------- | ------ | ------------------- |
| 3     | Brazílie  | O      | Fabiano Leismann    |
| 4     | Španělsko | O      | Fran Vélez          |
| 5     | Ekvádor   | O      | José Cifuentes      |
| 6     | Španělsko | Z      | Manu Garcia         |
| 7     | Řecko     | Z      | Pione Sisto         |
| 8     | Španělsko | Z      | Monchu              |
| 9     | Kostarika | Ú      | Álvaro Zamora       |
| 10    | Řecko     | Z      | Ioannis Fetfatzidis |
| 11    | Ekvádor   | Z      | Kike Saverio        |
| 14    | Česko     | O      | Jakub Brabec        |
| 16    | Česko     | Z      | Vladimír Darida     |
| 17    | Česko     | O      | Martin Frýdek       |
| 18    | Španělsko | O      | Valentino Fattore   |

| Číslo |           | Pozice | Hráč                    |
| ----- | --------- | ------ | ----------------------- |
| 19    | Švédsko   | Ú      | Robin Quaison           |
| 20    | Švédsko   | B      | Filip Sidklev           |
| 21    | Španělsko | Z      | Rubén Pardo             |
| 22    | Španělsko | O      | Hugo Mallo              |
| 23    | Španělsko | B      | Julián Cuesta (kapitán) |
| 27    | Španělsko | O      | Juankar                 |
| 30    | Kamerun   | Z      | Jean Jules              |
| 33    | Španělsko | O      | Martín Montoya          |
| 77    | Řecko     | Ú      | Michalis Panagidis      |
| 80    | Španělsko | Ú      | Loren Morón             |
| 92    | Mauricius | O      | Lindsay Rose            |
| 93    | Rusko     | Ú      | Magomed-Šapi Sulejmanov |
| 99    | Senegal   | Z      | Clayton Diandy          |

## Úspěchy
- Mistr řecké Superligy : 1928, 1932, 1946
- Vítěz řeckého poháru: 1970